# اندريه بيريزوفتشوك
اندريه بيريزوفتشوك (بالأوكرانية: Березовчук Андрій Володимирович)‏ (16 أبريل 1981 بميكولايف في أوكرانيا - ) هو لاعب كرة قدم أوكراني في مركز الدفاع. لعب مع ميتالورغ دونيتسك ونادي ميتاليست خاركيف ونادي ميكولايف ‏ وFC Kharkiv ‏.

## وصلات خارجية
- اندريه بيريزوفتشوك على موقع اتحاد أوكرانيا (الإنجليزية)
- اندريه بيريزوفتشوك على موقع قاعدة بيانات كرة القدم.إي يو (الإنجليزية)
- اندريه بيريزوفتشوك على موقع Soccerway.com (الإنجليزية)
- اندريه بيريزوفتشوك على موقع AS.com (الإسبانية)